# Komuna e Zavalinës
Komuna e Zavalinës är en kommun i Albanien.   Den ligger i prefekturen Qarku i Elbasanit, i den centrala delen av landet, 50 km sydost om huvudstaden Tirana.
Omgivningarna runt Komuna e Zavalinës är en mosaik av jordbruksmark och naturlig växtlighet.  Runt Komuna e Zavalinës är det ganska tätbefolkat, med 72 invånare per kvadratkilometer.